# E70 (európai út)
Az E70 európai út nyugat-kelet irányban szeli át Európát, A Coruña-tól (Spanyolország) Poti-ig (Grúzia) és rajtuk kívül további nyolc országon halad át: Franciaország, Olaszország, Szlovénia, Horvátország, Szerbia, Románia, Bulgária, Törökország.
A következő főbb városokat érinti nyugatról keletre: A Coruña, Bilbao, Donostia-San Sebastián, Bordeaux, Saint-Étienne,  Lyon, Torino, Verona, Velence, Trieszt, Ljubljana, Zágráb, Belgrád, Temesvár, Craiova, Bukarest, Rusze, Várna, Samsun, Trabzon, Poti.